# ザ・ビュー・アップステアーズ (ミュージカル)
『ザ・ビュー・アップステアーズ』は、2017年にオフ・ブロードウェイで上演されたミュージカル、マックス・ヴァーノンによって作られた。
このミュージカルは、ニューオリンズ、フレンチ・クォーターにある、「UpStaris Lounge」というゲイバーで実際に起こった「アップステアーズラウンジ放火事件」を元にしている。この事件で32人が死亡し、警察の見解は依然として「容疑者不明」とされ、2016年のフロリダ銃乱射事件が発生するまで、アップステアーズ・ラウンジ放火事件は、米国の歴史上最大の同性愛者クラブに対する攻撃として知られていた。
上演時間は、1幕(約1時間45分)　、アップステアーズ・ラウンジのセットで全てが行われる。

## 背景
2013年にマックス・ヴァーノンによって描かれ、その年の6月24日にMichael McElroyとネイサン・リー・グラハム(オリジナルプロダクション・ウィリー役)によりコンサート形式初めてのパフォーマンスが行われている。 　その後、2016年3月にスコット・エバーズルド監督とマット・アフェウトが音楽監督を務める「インビジブル・ウォール・プロダクションズ」のワークショップに参加。 2016年7月11日、オーランド・ナイトクラブの犠牲者と生存者のためにチャリティコンサートを行い、すべての収入は「Equality Florida」に寄付された。